# 1982年2月中国大陆

## 2月23日
- 中华人民共和国国务院公布第二批全国重点文物保护单位，共62处[1]。